# Kristof Beyens
Pour les articles homonymes, voir Beyens.
Kristof Beyens (né le 13 juillet 1983 à Herentals) est un athlète belge, spécialiste du 200 m.

## Biographie
Son meilleur temps est de 20 s 44 (Osaka, pendant les Championnats du monde 2007).
Il détient le record de Belgique du relais 4 × 100 m, en 39 s 05 à Saint-Denis le 30 août 2003, (4h2), (Nathan Bongelo, Anthony Ferro, Kristof Beyens, Xavier de Baerdemaeker).
En 2008, il établit un nouveau record de Belgique du relais 4 × 400 m en 3 min 2 s 51, en compagnie de Cédric Van Branteghem, Kevin Borlée et Jonathan Borlée, améliorant de près d'une seconde l'ancienne meilleure marque nationale réalisée 27 ans auparavant. 
En juin 2010, il est atteint d'une méningite, qui l'empêche de participer aux Championnats d'Europe à Barcelone.

### Palmarès
| Date | Compétition                   | Lieu      | Résultat | Épreuve   | Performance |
| ---- | ----------------------------- | --------- | -------- | --------- | ----------- |
| 2003 | Championnats d'Europe espoirs | Bydgoszcz | 3e       | 4 × 100 m | 39 s 54     |
| 2006 | Championnats d'Europe         | Göteborg  | 4e       | 200 m     | 20 s 57     |

### Meilleurs temps
en plein air
100 m - 10 s 32 (2003)
200 m - 20 s 44 (2007)
300 m - 33 s 49 (2002)
400 m - 49 s 17 (2002)
en salle
60 m - 6 s 80 (2008, Gand)
200 m - 21 s 27 (2006, Gand)